# Vernon Walters
Vernon A. Walters (3 de janeiro de 1917 – 10 de fevereiro de 2002) foi um militar e diplomata dos Estados Unidos. Ganhou notoriedade internacional ao servir como Vice-Diretor da CIA - Central Intelligence Agency, de 1972 a 1976, e Embaixador norte-americano nas Nações Unidas, de 1985 a 1989. Também foi adido militar no Brasil, de 1962 a 1967, influenciando o apoio norte-americano à implantação do Regime Militar. Foi ainda Embaixador na Alemanha, de 1989 a 1991, no período da reunificação. Walters alcançou o posto de General do Exército Norte-Americano e entrou para o "Hall da Fama da Inteligência Militar" de seu país.

## Biografia
Vernon Walters nasceu na cidade de Nova Iorque, filho de Frederick Walters e de Laura O’Connor Walters . Seu pai era imigrante britânico e vendedor de seguros. Aos seis anos de idade, Walters foi morar na Grã Bretanha e França com a família. Aos 16 anos, voltou aos Estados Unidos e trabalhou com o pai numa seguradora.
Sua educação primária foi no internato jesuíta Stonyhurst College, em Lancashire, Inglaterra.  Não se matriculou na universidade. Se tornou fluente em francês, italiano, espanhol, português bem como no inglês nativo. Ele também conhecia um pouco de alemão . Sua tradução simultânea de um discurso do presidente Richard Nixon para Charles de Gaulle, recebeu o seguinte comentário do presidente francês: "Seu discurso foi magnífico, mas o intérprete era eloquente".

### Carreira Militar

#### 1940s e 50s

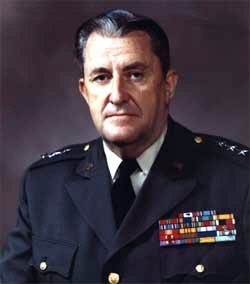
Walters em 1976 como General

Walters foi convocado pelo Exército em 1941 e mais tarde serviu como suboficial. Ele foi à África e à Itália durante a Segunda Guerra Mundial. Foi o oficial de ligação entre a FEB - Força Expedicionária Brasileira e o Quinto Exército dos Estados Unidos, tendo sido condecorado . Nessa oportunidade se tornou amigo de vários militares brasileiros, como o comandante Mascarenhas de Morais e o coronel Humberto Castelo Branco . Depois da guerra veio ao Brasil, trabalhando como adido militar-assistente da embaixada dos EUA, 1945 a 1948 .
Serviu como intérprete para muitos presidentes. Estava ao lado do Presidente Harry S. Truman nas negociações com os aliados da América Latina, traduzindo tanto o espanhol como o português. Nessa função foi confidente de Truman e o acompanhou ao Pacífico, no início da década de 1950, nas tratativas para tentar a reconciliação com o General Douglas MacArthur, Comandante em Chefe das Forças das Nações Unidas na Coreia. 
Na Europa ainda na década de 1950, Walters serviu como tradutor ao Presidente Dwight Eisenhower e outros oficiais de seu país numa série de conferências da OTAN. Durante este período ele participou de uma famosa visita de Eisenhower ao General Franco da Espanha. Também trabalhou em Paris para o  Plano Marshall e no Quartel-General das Forças Aliadas na Europa. Ele estava com o então vice-presidente  Richard Nixon em 1958 quando uma manifestação anti-americana apedrejou o carro deles em Caracas, Venezuela. Walters sofreu ferimentos no rosto por vidros quebrados. Nixon escapou de ser ferido.

#### 1960s
Na década de 1960, Walters serviu como adido militar das embaixadas norte-americanas na França, Itália e Brasil. Em 1961, ele propôs uma intervenção militar do seu país na Itália se o Partido Socialista entrasse para o Governo 
Em 1962, quando Lincoln Gordon era o embaixador dos EUA no Brasil e alertava o Presidente Kennedy sobre o "perigo vermelho", representado pelas posições do Presidente João Goulart, Walters retornou ao país, ocupando o cargo de adido militar. Nessa posição, informava ao governo norte-americano sobre a situação política, valendo-se de sua amizade com os oficiais brasileiros que conhecera na Itália .
No dia 23 de março de 1964 comunicou ao embaixador Gordon que o general Castelo Branco, chefe do Estado-Maior do Exército, assumira a liderança da conspiração contra o governo . Também tinha informações de que o general Amaury Kruel, comandante do II Exército, sediado em São Paulo, apoiaria os golpistas. Ele permaneceu no Brasil até 1967 .
Enquanto serviu como adido militar  na França, de 1967 a 1972, Walters participou de uma negociação secreta na França com norte-vietnamitas, auxiliando o Conselheiro da Segurança Nacional Henry Kissinger. Para isso conseguiu um avião particular de um velho amigo, o presidente Georges Pompidou.

#### 1970s

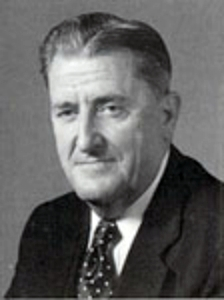
Walters em 1972 como Vice-Diretor da CIA

O presidente Richard Nixon indicou Walters como Vice-Diretor da Agência Central de Inteligência - CIA em 1972. Durante os quatro anos que atuou nessa função, foi muito próximo de quatro diretores que se sucederam—e de negociações entre nações—como as decorrentes da Guerra Árabe-Israel de 1973, da subsequente crise do petróleo, as turbulências do fim da Guerra do Vietnã, o Golpe no Estado no Chile e o assassinato de Orlando Letelier. 

### Carreira diplomática

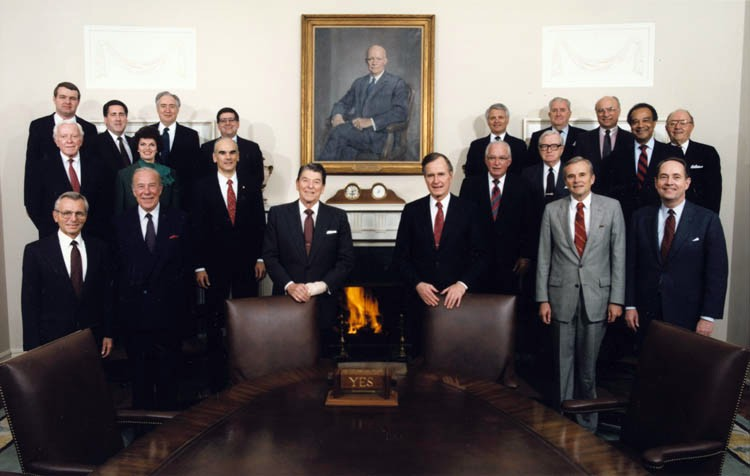
Walters no Gabinete de Reagan em 1989 como Embaixador dos Estados Unidos na ONU, no fundo da sala, terceiro a partir da direita

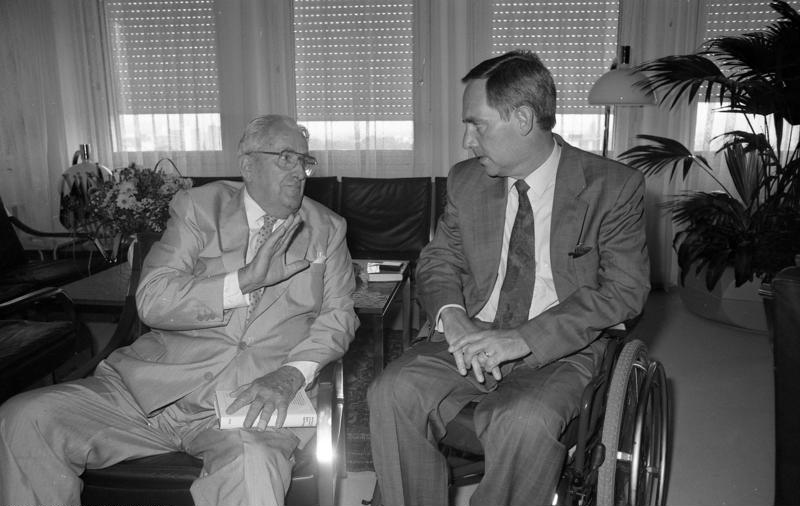
Walters como Embaixador na Alemanha, com Wolfgang Schäuble, 1991

Começando em 1981, Walters serviu sob Ronald Reagan a partir de junho como embaixador itinerante. Reagan usou católicos proeminentes em seu governo como Walters para informar o Papa durante a Guerra Fria . Nesse ano estivera de volta ao Brasil, em fevereiro, quando se noticiou que queria o apoio do país para uma atual intervenção norte-americana em El Salvador.
Walters foi o Embaixador norte-americano na ONU, entre 1985 e 1989 e Embaixador na Alemanha Ocidental entre 1989 a 1991.. Foi o responsável pela preparação dos Estados Unidos em relação ao Tratado Dois Mais Quatro que definiu a situação da Alemanha.

### Aposentadoria e morte
Durante a década de 1990, após se aposentar como servidor público, Walters trabalhou como consultor de negócios e foi ativo no circuito literário.  Em 18 de novembro de 1991, recebeu a Medalha Presidencial da Liberdade, conferida pelo Presidente George H. W. Bush. Ele escreveu o livro The Mighty and the Meek (publicado em 2001), na qual descreveu perfis de pessoas famosas que conheceu durante a vida. Em 9 de fevereiro, um dia antes de sua morte [publicada no New York Herald Tribune em 15 de fevereiro de 2002] ele concedeu uma entrevista (em francês) para o semi-documentário paródico Opération Lune de William Karel. Ali sugeriu que o anúncio do The New York Herald Tribune incluísse o seguinte parágrafo (tradução aproximada):
"Na última aparição pública do General Walters, num documentário para a televisão francesa sobre o envolvimento da Casa Branca no Programa Apollo no final da década de 1960, os produtor e diretor registram que o general estava em perfeito estado de saúde [New York Herald Tribune, 15 de fevereiro de 2002].
Walters morreu em 10 de fevereiro de 2002. Foi enterrado no Cemitério Nacional de Arlington, na Virgínia.

## Cultura Popular
Walters foi interpretado por Garrick Hagon na produção controversa da BBC de 2002,The Falklands Play de  Ian Curteis.